# 김기식
김기식(金起式, 1966년 3월 6일 ~ )은 대한민국의 정치인이다. 
참여연대 사무처장으로 활동하다가 민주통합당 비례대표로 제19대 국회의원을 지냈다. 더불어민주당 싱크탱크 더미래연구소 소장 재직 중 2018년 4월 문재인 정부에서 금융감독원장에 임명되었지만, 정치자금 수수 등이 위법하다는 결론이 나오자 취임한지 15일 만에 사임했다.

## 생애
서울대학교 인류학과를 나온 그는 1994년 참여연대를 창립하고 사무국장, 정책실장, 사무처장, 정책위원장을 역임했다. 2008년부터 2009년까지 미국 스탠퍼드 대학교 객원연구원을 지냈다. 2011년 박원순 서울시장 선거대책위원회 전략기획 특별보좌관으로 활동했다. 
2012년 제19대 국회의원 총선거에서 민주통합당 비례대표로 추천되어 국회의원에 당선됐다. 19대 국회에서 국회 정무위원회 법안심사소위 간사와 당 재벌개혁특별위원회 간사 등을 맡았다.
문재인 정부에서 임명된 최흥식 금융감독원장이 채용 비리 논란으로 사퇴하자 2018년 3월 30일 최종구 금융위원장에 의해 금융감독원장으로 임명 제청되어 문재인 대통령의 재가를 받았다.   국회의원 시절 김기식의 외유성 해외출장과 동반 여비서의 고속 승진, 로비성 후원금 모금, 정치자금 남용 논란 등 도덕성 문제가 제기되자 자유한국당과 바른미래당, 민주평화당, 정의당 등의 야당은 김기식의 사퇴를 촉구했다. 2018년 4월 12일 문재인 대통령은 "김 원장의 과거 국회의원 시절 문제 되는 행위 중 어느 하나라도 위법이라는 객관적인 판정이 있으면 사임토록 하겠다."며 중앙선거관리위원회에 적법성을 질의했다. 2018년 4월 16일 중앙선거관리위원회는 김기식의 논란이 된 의혹이 위법하다는 판단을 내렸다. 청와대가 김기식 금융감독원장의 사표를 수리하겠다고 밝혀, 김기식은 취임한지 15일 만에 사퇴했다.
이후 

## 학력
- 경성고등학교 졸업
- 서울대학교 인류학과 학사

### 비학위 수료
- 2008년 스탠퍼드 대학교 아시아태평양연구소 객원연구원
- 2009년 스탠퍼드 대학교 사회학과 객원연구원

## 경력
- 1994년 9월 : 참여연대 창립
- 1998년 1월 : 참여연대 사무국 국장
- 1999년 1월 : 참여연대 정책실 실장
- 2000년 : 총선시민연대 사무처장
- 2003년 : 정치개혁시민연대 운영위원장
- 2003년 : 국회 범국민정치개혁협의회 위원
- 2003년 11월 : 범국민정치개혁협의회 위원
- 2003년 : 파병반대비상국민행동 공동운영위원장
- 2004년 : 탄핵무효국민행동 공동집행위원장
- 2004년 : 총선시민연대 공동집행위원장
- 2004년 : 국가보안법 폐지 국민연대 공동집행위원장
- 2005년 : 사회양극화해소국민연대 공동집행위원장
- 2006년 : 한미FTA저지범국민운동본부 공동집행위원장
- 2007년 ~ 2011년 : 참여연대 정책위원장
- 2008년 : 스탠퍼드 대학교 아시아태평양연구소 객원연구원
- 2009년 : 스탠퍼드 대학교 사회학과 객원연구원
- 2011년 2월 ~ 2011년 9월 : 시민사회단체연대회의 운영위원장
- 2011년 3월 : 시민정치행동 내가꿈꾸는나라 창립준비위원회 공동준비위원장
- 2011년 9월 : 혁신과통합 공동대표
- 2011년 10월 : 박원순 서울시장 선거대책위원회 전략기획 특별보좌관
- 2011년 11월 : 시민정치행동 내가꿈꾸는나라 공동대표
- 2011년 12월 : 시민통합당 지도위원
- 2012년 5월 ~ 2016년 5월 : 제19대 국회의원

```
- 2012년 7월 ~ 2014년 5월 : 제19대 국회 정무위원회 위원
- 2014년 6월 ~ 2016년 5월 : 제19대 국회 후반기 정무위원회 간사
- 2014년 6월 : 제19대 국회 예산결산특별위원회 위원
- 2015년 3월 ~ 2016년 5월 : 국회 시민정치포럼 대표의원
- 2015년 3월 ~ 2016년 5월 : 국회 정치개혁특별위원회 위원
```

- ~ 2013년 5월 : 민주통합당 정책위원회 부의장
- 2013년 5월 : 민주당 정책위원회 부의장
- 2014년 2월 ~ 2015년 2월 : 새정치민주연합 더좋은미래 책임운영간사
- 2014년 9월 ~ 2015년 2월 : 새정치민주연합 정치혁신실천위원회 간사
- 2015년 3월 : 더미래연구소 운영위원장[7]
- 2015년 3월 ~ 2015년 12월 : 새정치민주연합 공천혁신추진단 위원
- 2015년 3월 :  새정치민주연합 제2정책조정위원회 위원장
- 2015년 8월 ~ 2015년 12월 : 새정치민주연합 재벌개혁특별위원회 간사
- 2015년 12월 : 더불어민주당 공천혁신추진단 위원
- 2015년 12월 : 더불어민주당 재벌개혁특별위원회 간사
- 2016년 7월 : 더미래연구소 소장
- 2016년 9월 : 더불어민주당 원내대표 정책특보
- 2017년 2월 : 더불어민주당 인재영입위원회 부위원장
- 2018년 4월 : 금융감독원 원장
- 2025년 1월 ~ : 국회미래연구원 원장

## 범죄
검찰이 기소해 재판 중이다.

## 논란

### 로비성 출장 의혹
2014년 10월 21일 김기식 의원은 국정감사에서 진웅섭 한국정책금융공사 사장에게 "지원을 받으려고 하는 기업과 그것을 심사하는 직원의 관계에서 이렇게 기업의 돈으로 출장 가서 자고, 밥 먹고, 체재비 지원받는 것 이것 정당합니까?"라고 공격하며 로비성 출장의 부당함을 강변했다. 하지만 김기식은 피감기관의 예산으로 3차례 출장을 다녀왔다.
- 2014년 3월, 한국거래소 지원(457만원)으로 2박 3일 우즈베키스탄 출장
- 2015년 5월, 우리은행 지원(480만원)으로 2박 4일 중국 충칭ㆍ인도 첸나이 출장
- 2015년 5월, 대외경제정책연구원(KIEP) 지원(3077만원)으로 9박 10일 미국ㆍ벨기에ㆍ이탈리아ㆍ스위스 출장 등이다.

2014년 2월 시중은행의 해외 지점 부당대출 관련하여 금융감독원 검사가 시작됐다. 하지만 김기식 의원은 같은 해 4월 9일 열린 정무위 회의에서 우리은행 등에 대한 검사(檢査)를 빨리 끝내라고 금융감독원에 요구했다. 김기식의 질책 이후 4월 26일에 금융감독원은 우리은행 검사를 종료했다. 1년 후 김기식은 우리은행으로부터 항공비와 호텔비 480만원을 지원받아 중국 출장을 다녀왔다. 2018년 4월 11일 검찰은 뇌물과 직권남용 혐의로 고발된 김기식에 대한 수사를 착수하였으며, 우리은행, 한국거래소 등 피감기관들이 김기식의 해외 출장을 지원하게 된 과정을 조사할 방침이다.

#### 거짓 해명
김기식은 KIEP 돈으로 떠난 미국·유럽 출장에 로비 성격이 있다는 의혹에 대해 "(유럽) 현장 점검 이후 KIEP가 추진했던 유럽 사무소 신설에 대해 준비 부족이라고 판단해 관련 예산 전액을 삭감했다"고 변명했다. 청와대 관계자도 "실패한 로비"라고 했다.
하지만 김기식은 출장 5개월 뒤인 2015년 10월 26일 국회 정무위 예산결산소위에서 "연구 기관 차원에서 유럽 사무소를 만들어야 한다"고 발언한 것으로 확인됐다. 그러면서 "다만 유럽 사무소 설치를 적극 검토할 것을 부대 의견으로 해서 넘기는 것으로 하자"고 했다. 실제 그해 정무위 예산 예비 심사 보고서에 '유럽 사무소 설립 계획을 구체적으로 수립해 2017년도 예산안 편성 시 반영할 것'이란 부대 의견이 담겼다. KIEP가 원하던 유럽 사무소 설치는 2016년 정기국회 때 '유럽 현지 모니터링 사업'이란 명목으로 예산 2억9300만원이 배정되어 로비가 성공한 것으로 밝혀졌다.

### 출장 중 외유성 관광
2014년 10월 8일 국감에서 김기식 의원은 안세영 경제ㆍ인문사회연구회 이사장에게 "열흘에 4개국을 갔는데 공적으로 연수를 위해서 기관에서 소요한 시간이 딱 9시간입니다.…매년 1억씩 들여 가지고 해외연수라고 하면서 사실상 그냥 해외 관광 여행을 40명씩 보내고 있어요.…왜 이렇게 연구기관 분들은 스위스와 프랑스와 이탈리아를 좋아하는지 모르지만 코스가 거의 스위스, 프랑스, 이탈리아의 가장 유명한 관광지만 가고 있습니다."라고 비난했다. 하지만 7개월 후인 2015년 5월 김기식은 열흘에 4개국 유명한 관광지로 떠났다. 그의 표현대로면 '그냥 해외 관광 여행'이다. KIEP가 지원한 9박 10일간의 미국ㆍ유럽 출장이었다.

#### 거짓 해명
외유성 출장 논란에 대해 2018년 4월 김기식은 공적 성격의 출장이었다고 해명했다. 청와대도 야당의 임명철회 공세 속에서 김원장을 옹호하였다. 김기식과 청와대는 '공적 업무를 위한 출장'이라고 해명했지만, 영수증에는 그의 관광 코스 일정이 그대로 남아 있어 거짓 해명으로 밝혀졌다. 
KIEP의 출장 영수증 내역에 따르면 유럽 첫 방문지인 벨기에 브뤼셀에서는 2015년 5월 28일 워털루 전쟁기념관을 방문했다. 이탈리아 로마로 이동한 첫날인 5월 29일에도 콜로세움과 바티칸 대성당 등을 방문했다. 김기식과 동행한 여성 인턴은 바티칸 대성당을 배경으로 사진을 찍어 자신의 페이스북에 올렸고, 지인들이 '1차 지중해 탐험 돌아왔어요?'라고 묻자 여비서는 '로마만 찍고 돌아왔어요. ㅋㅋ'라는 답글을 달았다. 다음날인 30일에도 휴일로 일정을 비워놓고 차량 렌트비 80만원, 가이드 비용 30만원 등을 KIEP 비용으로 지불했다. 김기식이 세계무역기구(WTO)와 국제노동기구(ILO) 관계자를 만나기 위해 찾았다고 한 스위스 제네바에서는 관광을 위해 국경까지 넘었다. 당시 영수증에 따르면 김기식 일행은 5월 31일 프랑스 샤모니(Chamonix)를 찾았다. 샤모니는 알프스 최고봉인 몽블랑을 가까이서 볼 수 있는 유명 관광지로, 제네바에서 약 80㎞ 정도 떨어져 있다. 김기식과 여비서 일행은 샤모니에서 몽블랑을 볼 수 있는 전망대로 이동하는 케이블카를 타는데 342유로(45만원가량)를 지불했다. KIEP의 출장보고서엔 로마에서 제네바로 이동했다는 일정만 적혀 있다.
2015년 5월 우리은행 돈으로 중국·인도 출장 외유성 논란에 대해서 2018년 4월 8일 김기식은 "출장 일정이 매우 타이트하게 진행돼 출장 목적에 맞는 공식 일정만 소화했다"고 해명했다. 그러나 국회에 따르면 김기식 출장 이틀째인 5월 20일 중국 충칭 시내를 관광하였다. 우리은행이 차량을 제공한 것으로 알려졌다.

### 해외 출장에 동행한 여비서의 고속 승진
김기식의 여비서는 2012년 6월∼8월, 2015년 1월∼6월 김기식 의원실에서 인턴을 했는데, 2016년 5월 20일부터 27일까지 김기식과 함께 독일·네덜란드·스웨덴으로 외유를 다녀왔다. 자유한국당 김성태 의원은 김기식의 출장에 동반된 인턴에 관련해 "이 인턴은 황제외유 수행 직후 9급 비서로 국회 사무처에 등록됐고, 8개월만인 2016년 2월 7급 비서로 승진했다"며 이례적 초고속 승진임을 지적했다. 국회의원 비서는 별정직이기 때문에 국회의원의 결정에 따라 승진이 결정된다.

#### 거짓 해명
해외 출장에 동행한 여비서에 대해 2018년 4월 김기식은 "해당 비서는 인턴채용 당시 이미 석사학위를 취득했고, 박사학위과정 진학을 염두에 두고 있어서 연구기관을 소관하는 경제인문사회연구회를 담당토록 했으며, 다른 인턴의 경우에도 언론사 경력을 감안하여 권익위를 담당토록 한 것"이라고 해명하였다.
그러나 그녀는 정식 비서가 아니라 인턴 직원이었던 것으로 확인됐다. 자유한국당 김성태 원내대표는 "통상 정책 업무 비서는 보좌관(4급)·비서관급(5급)이 수행하는데, 정책비서로 인턴을 고용했다는 것 자체가 앞뒤가 안 맞는다."면서 "긴급성도 없는 출장에 피감 기관 돈으로 인턴 직원까지 대동하고 가야 했는지도 의문"이라고 반박했다.
김기식은 해외 출장에 동행한 보좌진을 석사 출신의 정책 비서라고 해명했지만, 학부 출신의 인턴이었다는 사실이 드러나면서 해명이 거짓으로 밝혀졌다. 또 업무용 출장이라는 해명 역시 개인 관광을 한 사실이 영수증을 통해 드러났다.

### 금융업계 상대 고액 강좌
2014년 10월 24일 국감에서 김기식 의원은 이성보 국민권익위원장에게 "민원부서에 소속돼 있는 특정인이 특정한 어떤 기관을 상대로 반복해서 강연 요청을 받고 강연을 해서 용돈 벌이를 하고 있습니다. 이 강연 요청은 어떤 의미에서 보면 로비성인 거지요.…그것은 부적절한 유착 관계 의혹을 갖기에 충분하지 않습니까?"라고 공격했다.
발언 후 반년이 채 되지 않아 김기식은 자신이 소장으로 있는 더미래연구소에 '미래리더 아카데미'라는 강좌 사업을 시작했다. 피감기관 또는 유관기관의 대관(對官)업무 담당 임직원이 주로 수강한 것으로 알려졌다. 이 연구소가 2015년부터 매년 모집·운영한 이 과정 수강생 상당수가 금융회사나 금융 관련 협회 본부장·부장·팀장급 인사였다. 1~3기 회원 55명 가운데 33명이 금융권 종사자였고 나머지도 대부분 대기업과 로펌 임직원들이었다. 강의는 서울 여의도 국회 인근의 한 호텔 등에서 매주 1회 2시간씩 총 10번 진행됐다. 강의 참가비는 2015년 1기의 경우 350만원이었고 2016년부터는 해외연수 비용을 포함해 600만원이었다. 연구소는 3년간 수강료로만 2억 5000만원 이상을 벌어들였다. 한 금융권 참석자는 "김기식 의원의 보좌관이 연락을 해와 기업별로 반드시 한 명을 보내라고 말했다"며 "당 정무위 간사의 뜻을 어떻게 거절하겠나"고 밝혔다.

### 김기식-조국-더미래 특수관계 의혹
김기식 금융감독원장의 논란에 대해 청와대 조국 민정수석은 "해임할 정도는 아니다"라고 김기식을 두둔하였다.
그런데 조국 민정수석이 김기식이 소장으로 있는 더미래연구소의 이사와 강사로 참여한 사실이 드러났다. 조국은 2015년과 2016년 2년간 김기식과 함께 초대 이사진으로 활동하다가 2017년엔 청와대 민정수석 임명을 계기로 이사진에서 빠졌다. 조국이 2016년 11월엔 더미래연구소의 강사로서 직접 강연에도 나섰다. 장하성 청와대 정책실장도 1기 강사였다. 600만원 가량의 강연은 주로 국정감사 기간인 9∼11월에 주 1회 10주 동안 진행됐고, 3기인 2017년엔 대통령 선거가 있던 5월을 전후한 4∼6월에 교육이 이뤄졌다. 1~3기 교육 참석자 명단엔 주요 은행·보험사·손해보험협회·생명보험협회·은행연합회·여신금융협회·한국거래소 등 피감기관의 대관 담당자들이 대거 포함됐다. SK, 현대차, 한화, 네이버, KT 등 대기업들도 상당수 교육을 신청한 것으로 나타났다. 김기식을 비롯해 김현미 국토교통부 장관, 홍종학 중소벤처기업부 장관, 이목희 일자리위원회 부위원장, 김성주 국민연금공단 이사장, 진성준 정무기획비서관, 박수현 대변인, 은수미 여성가족비서관 등 더미래연구소 출신이 문재인 정부에서 주요 직책에 발탁됐다. 하지만 청와대 고위관계자는 "관련이 없다고 생각한다. 더미래는 김 원장의 개인적 연구소가 아니라 민주당 의원들이 만든 연구소"라며 "(해외출장 조사 건도)조국 수석이 개인적으로 한 게 아니다. 민정수석실 공직기관비서관실에서 독립적으로 한 것"이라고 설명하였다.

### 대기업 뇌물·부청청탁 연수 의혹
2014년 5월 27일 김기식 의원은 정무위원회 법안심사소위원회 회의에서 이성보 국민권익위원장에게 "기자들이 연수 가잖아요? 회삿돈 아니고 언론재단이나 등등 연수를 가는 경우에 (부정청탁에) 해당이 됩니까, 안 됩니까?"라고 비판하며 법안 심의 과정에서 외부 기관을 통한 연수를 문제 삼았다. 하지만 김기식이 참여연대 사무총장이던 2007년 미국에 2년간 연수를 다녀온 게 대기업의 지원으로 간 것 아니냐는 의혹을 받고 있다. 그는 이 의혹에 대해 2015년 국회에서 "외부 프로젝트를 통한 연수였다"고 해명했지만, 외부가 어디인지에 대해선 여전히 밝히지 않고 있다.
유승민 바른미래당 공동대표는 2018년 4월 10일 "김기식이 참여연대 사무총장 시절인 2007년에 포스코의 지원을 받아 1년간 해외연수를 다녀왔다는 것이 밝혀지고 있다"며 김기식 금융감독원장이 포스코의 지원으로 해외연수를 받았다며 비판하였다.

### 정치 자금 남용
2013년 10월 22일 김기식 의원은 국감에서 이은재 한국행정연구원장에게 "스타벅스 커피숍에서 융합과 혁신을 통한 정관 협력방안에 관한 논의를 한다고 1만 2700원을 쓰셨어요.…이런 정도는 사비로 쓰셔야지 이것을 법인카드를 쓰시는 것은 적절치 않지요?"라고 공격했다. 커피값을 놓고도 공과 사를 엄격히 구분했던 김기식은 임기 말 정치 자금을 남용했다. 정치자금은 임기 만료와 함께 국고로 반납해야 한다. 하지만 그는 19대 국회 임기 종료 직전인 2016년 1월 1일부터 6월 10일까지 총 3억6천849만원 가량의 정치자금을 남용했다. 이 중 김기식이 서울 강북갑 지역 경선에서 탈락한 3월 22일까지의 사용액은 6천115만원, 경선에서 탈락한 뒤 6월 10일까지 80일 동안의 사용액은 3억734만원으로 각각 집계됐다. 2016년 전체 사용액의 83.4%가량이 이 80일간에 집중되었다. 2016년 5월 20일 여비서와 함께 독일·네덜란드·스웨덴으로 출장을 갔다. 5월 19일엔 정치후원금 5000만원을 민주당 초·재선 의원모임 '더좋은미래'에 전달했다. 자신의 보좌진들에게도 퇴직금 명목으로 모두 2200만 원을 계좌 이체했다.
김기식은 19대 국회의원이 된 이듬해인 2013년 재산을 4억7730만원이라고 신고했다. 하지만 국회의원 임기 만료를 앞둔 2016년 3월에는 12억5630만원으로 7억7900만원이 늘어났다.

### 효성그룹 부사장 아내 후원금 의혹
김기식이 국회 정무위원으로 활동하던 2015년 4월 조현문 전 효성그룹 부사장의 아내로부터 고액의 후원금을 받았다. 김기식은 5개월 뒤 국회 국정감사에서 조현준 효성그룹 회장 비자금 조성 의혹 등에 대해 금감원 조사를 요구했다. 당시 조현문 전 부사장은 경영권 분쟁을 벌이던 친형 조현준 효성그룹 회장을 수백억원대 횡령·배임 혐의로 검찰에 고발한 상태였다.
2013년 12월 김기식이 효성그룹 분식회계에 연루됐던 회계법인 삼정KPMG의 강 부회장으로부터 400만원의 후원금을 받은 사실이 추가로 드러났다. 후원금을 받기 한 달 전인 2013년 11월 김기식 의원은 국회 국정감사에서 효성그룹 감사를 맡았던 삼정KPMG를 비판했다.

### 이중성 논란
노무현 정부에서 대통령홍보수석비서관을 지낸 이해성은 노무현 대통령을 매몰차게 공격했던 김기식의 일화를 공개하며 김기식 금융감독원장의 해임을 촉구했다. 2003년 4월 2일 노무현 대통령은 서동구 KBS 사장 임명을 반대한 참여연대 김기식 등 시민단체 대표들을 청와대로 불러 만났다. 노무현 대통령은 두 시간이 넘게 설득하고 호소했지만 김기식은 잔인하리만치 원칙을 내세우며 대통령을 몰아붙였다고 당시 분위기를 전했다. 이해성은 "그날 노무현 대통령이 정말 낮은 자세로 호소할 때 반대하던 모습을 잊을 수 없다"면서 "노 대통령은 내게 '이 노무현이가 오만했던 것 같소'라고 말하며 사표를 수리했다"고 회상했다. 노무현의 측근이었던 이해성은 2018년 4월 10일 "김기식이 자기에게도 엄격하면 좋겠다."며 사퇴를 촉구했다.
2018년 4월 11일 더불어민주당 의원 만찬에서 정세균 국회의장도 "22년 정치생활에 그런 식의 출장은 나도 처음 봤다"며 김기식을 비판했다.

### 일감 몰아주기
김기식이 설립한 더미래연구소가 국회 상임위원회에서 더불어민주당 소속 의원으로부터 다량의 연구용역을 수주한 것으로 나타났다. 연구용역은 더미래연구소 소속 의원이 발주한 것이어서 사실상 자신이 직접적으로 관여하고 있는 싱크탱크에 용역 일감을 몰아줬다는 의혹이 제기된다. 통상 국회 상임위는 형평성 차원에서 특정 연구재단이나 대학에 3~4개의 용역을 비슷한 시기에 한꺼번에 주지 않는다. 국회가 2017년부터 정책 연구용역 과제 발주 방식을 공개경쟁으로 바꾼 것도 의원의 이해관계가 개입되지 않도록 하기 위해서였다. 정무위의 한 야당 의원은 "사실상 자신과 친분이 있는 기관에 국민 세금을 준 것"이라고 지적했다. 김기식이 국회의원 신분이던 2014년과 2015년 정무위 간사를 하며 자신과 친분이 있는 경제개혁연구소와 좋은기업지배구조연구소에 수의계약 방식으로 1000만원씩 연구용역을 체결하기도 했다.

### 보고서 표절
김기식의 더미래연구소가 수의계약 형식으로 수주하여 2016년 12월 국회 정보위에 제출한 〈사이버테러방지법의 주요 쟁점 분석을 통한 입법 타당성 평가〉 보고서의 표절률이 32%로 나타났다. 37쪽 분량의 이 보고서는 참고 문헌이 6건(언론 보도 인용 1건 포함)에 불과했다.

### 기업에 후원 청구
김기식이 설립에 참여한 참여연대는 2006년 서울 종로에 5층짜리 건물을 지으면서 자신들이 편법 상속을 조사하던 대기업을 포함해 850개 기업에 '계좌당 500만원 이상씩 신축 후원금을 달라'는 사실상의 청구서를 보냈다.

## 역대 선거 결과
| 실시년도 | 선거   | 대수 | 직책     | 선거구   | 정당       | 득표수       | 득표율          | 순위          | 당락 | 비고 |
| -------- | ------ | ---- | -------- | -------- | ---------- | ------------ | --------------- | ------------- | ---- | ---- |
| 2012년   | 총선   | 19대 | 국회의원 | 비례대표 | 민주통합당 | 7,777,123 표 | \| \| 36.45% \| | 비례대표 14번 |      | 초선 |
|          | 36.45% |      |          |          |            |              |                 |               |      |      |

## 같이 보기
- 박원순
- 이인영
- 대한민국 제19대 국회의원 선거 민주통합당 후보 목록#비례대표
- 대한민국의 금융감독원장